# (2739) Taguacipa
(2739) Taguacipa est un astéroïde de la ceinture principale.

## Description
(2739) Taguacipa est un astéroïde de la ceinture principale. Il fut découvert le 17 octobre 1952 au Mont Wilson par Joseph L. Brady. Il présente une orbite caractérisée par un demi-grand axe de 2,46 UA, une excentricité de 0,13 et une inclinaison de 1,2° par rapport à l'écliptique.

## Compléments